# Теліца (Молдова)
Теліца (рум. Telița) — село в Аненій-Нойському районі Молдови. Адміністративний центр однойменної комуни, до складу якої також входить село Теліца-Ноуе.

## Населення
За даними перепису населення 2004 року у селі проживали 1187 осіб.
Національний склад населення села:
| Національність       | Кількість осіб | Відсоток   |
| -------------------- | -------------- | ---------- |
| молдавани румуни     | 1147 4         | 96,6% 0,3% |
| цигани               | 20             | 1,7%       |
| росіяни              | 12             | 1,0%       |
| українці             | 2              | 0,2%       |
| болгари              | 1              | 0,1%       |
| інша / без відповіді | 1              | 0,1%       |
| Всього               | 1187           | 100%       |